# 151년

## 연호
- 후한(後漢) 원가(元嘉) 원년

## 기년
- 후한(後漢) 환제(桓帝) 5년
- 신라(新羅) 일성 이사금(逸聖泥師今) 18년
- 고구려(高句麗) 차대왕(次大王) 6년
- 백제(百濟) 개루왕(蓋婁王) 24년

## 사건
- 단석괴, 선비의 대인으로 추대.

## 탄생
- 종요